# Wishek
Wishek és una població dels Estats Units a l'estat de Dakota del Nord. Segons el cens del 2000 tenia 1.122 habitants.

## Demografia
Segons el cens del 2000, Wishek tenia 1.122 habitants, 466 habitatges, i 290 famílies. La densitat de població era de 298,8 hab./km².
Dels 466 habitatges en un 24,2% hi vivien nens de menys de 18 anys, en un 57,5% hi vivien parelles casades, en un 3,2% dones solteres, i en un 37,6% no eren unitats familiars. En el 35% dels habitatges hi vivien persones soles el 23% de les quals corresponia a persones de 65 anys o més que vivien soles. El nombre mitjà de persones vivint en cada habitatge era de 2,15 i el nombre mitjà de persones que vivien en cada família era de 2,77.
Per edats la població es repartia de la següent manera: un 18,2% tenia menys de 18 anys, un 5% entre 18 i 24, un 18,4% entre 25 i 44, un 19,8% de 45 a 60 i un 38,6% 65 anys o més.
L'edat mediana era de 54 anys. Per cada 100 dones de 18 o més anys hi havia 81,1 homes.
La renda mediana per habitatge era de 30.208 $ i la renda mediana per família de 36.696 $. Els homes tenien una renda mediana de 25.441 $ mentre que les dones 17.875 $. La renda per capita de la població era de 17.111 $. Entorn del 4,4% de les famílies i el 6,4% de la població estaven per davall del llindar de pobresa.

## Poblacions més properes
El següent diagrama mostra les poblacions més properes.